# Brunsmark
Brunsmark er en kommune i det nordlige Tyskland, beliggende i Amt Lauenburgische Seen under Kreis Herzogtum Lauenburg. Kreis Herzogtum Lauenburg ligger i delstaten Slesvig-Holsten.

## Geografi
Brunsmark ligger ved østbredden af Schmalsee og Lüttauer See, få kilometer øst for byen Mölln.